# Povestea unui om adevărat (operă)
Povestea unui om adevărat (titlul original: în rusă Повесть о настоящем человеке, transliterat: Povest o nastoiașcem celoveke), Op. 117, este o operă în patru acte a lui Serghei Prokofiev. Compusă între 1947 și 1948, a fost ultima sa operă.
Libretul, scris de Prokofiev împreună cu Mira Mendelson, este inspirat după romanul cu același nume al lui Boris Polevoi; romanul, la rândul său, este inspirat după viața pilotului Alexei Maresiev. Opera a avut premiera pe 3 decembrie 1948 la Teatrul Kirov din Leningrad (astăzi Sankt Petersburg). Audiența era alcătuită din oficiali culturali sovietici care au dat operei o recenzie negativă. Asta a fost o dezamăgire profundă pentru Prokofiev deoarece a compus opera pentru a-și reabilita reputația din rândul autorităților comuniste care l-au acuzat de formalism în același an. Prin urmare, opera Povestea unui om adevărat a fost interzisă până după moartea lui Prokofiev. A primit prima interpretare publică pe 7 octombrie 1960 la Teatrul Bolșoi din Moscova.

## Roluri
| Rol                            | Tip voce      |
| ------------------------------ | ------------- |
| Aleksei Maresiev, pilot        | bariton       |
| Andrei Degtiarenko, pilot      | bas           |
| Klavdia Mihailovna, asistentă  | contralto     |
| Konstantin Kukușkin, pilot     | tenor         |
| bunicul Mihailov               | tenor         |
| Olga, logodnica lui Alexei     | soprană       |
| Commisarul Semion Vorobiev     | bariton / bas |
| Sinocika                       | soprană       |
| Varia, nora bunicului Mihailov | mezzo-soprană |
| chirurgul Vasilievici          | bas           |
| Bunica Vasilisa                | contralto     |
| Gvozdev, tanchist              | tenor         |
| Aniuta, studentă               | soprană       |

## Subiect
Acțiunea se petrece în timpul celui de-Al Doilea Război Mondial. Alexei, un pilot de vânătoare sovietic, este doborât în timpul unei bătălii împotriva nemților și este grav rănit. Este salvat și îngrijit de niște săteni de la o fermă colectivizată înainte de a fi transferat la un spital unde îi sunt amputate ambele picioare. Este insipirat ? de gândul la iubita sa și de sprijinul celorlalți pacienți. Unul dintre acești pacienți îi spune povestea unui pilot din Primul Război Mondial care a continuat să piloteze după ce și-a pierdut un picior. Opera se încheie cu Alexei decolând cu noul său avion modificat pentru a putea fi pilotat cu protezele în loc de picioare.